# بورتو تشزاريو
بورتو تشزاريو (بالإيطالية: Porto Cesareo)‏ هي بلدية في مقاطعة ليتشي في إقليم بوليا الإيطالي.

## السكان
في سنة 1861 بلغ عدد السكان 801 نسمة، وتطور العدد ليصل في سنة 2011 لـ 5٬448 نسمة.
يظهر هذا المخطط البياني تطور النمو السكاني لـ بورتو تشزاريو